# Tappeinerweg

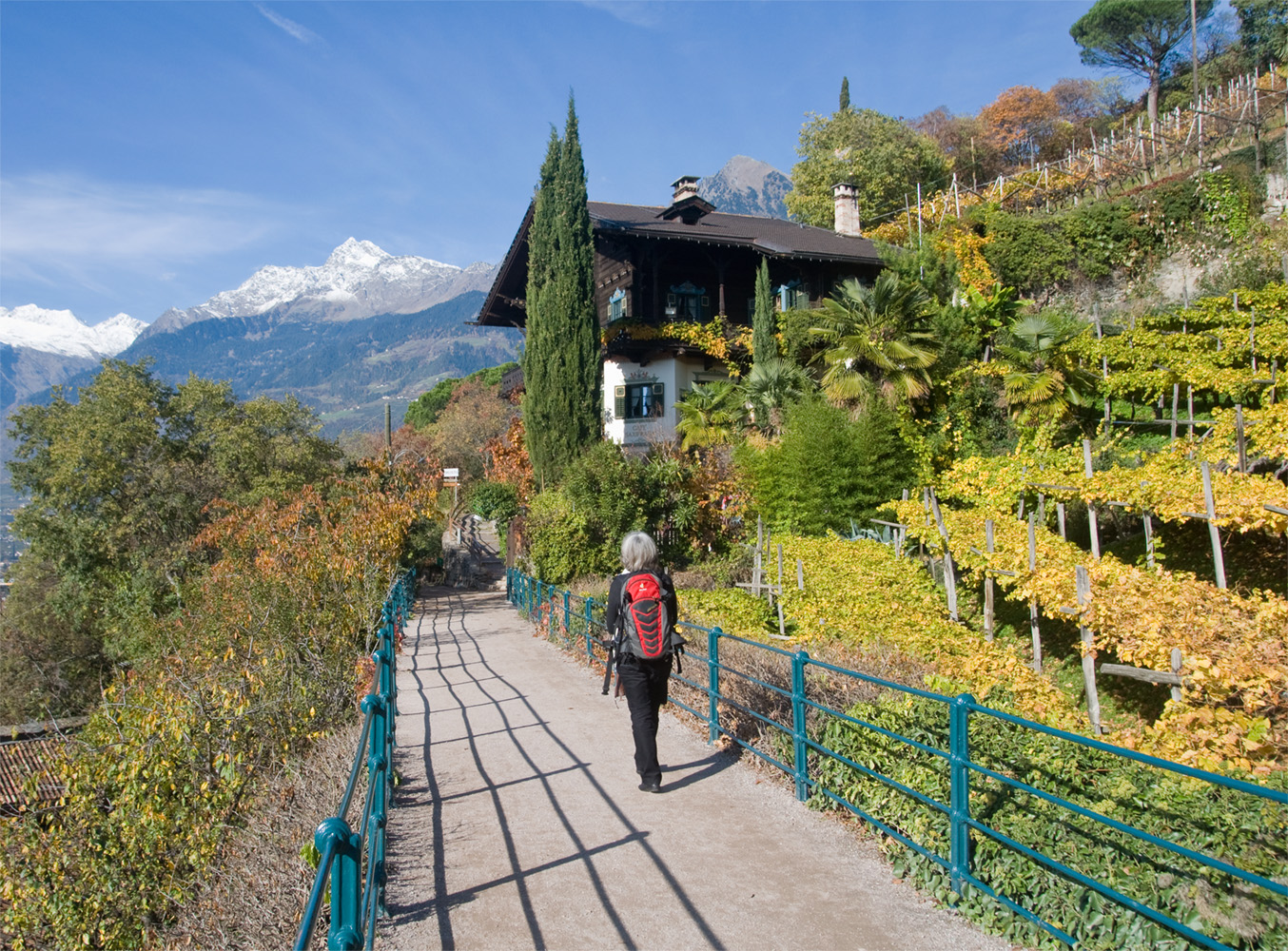
Tappeinerweg – Saxifraga Wegkreuzung Tiroler Steig

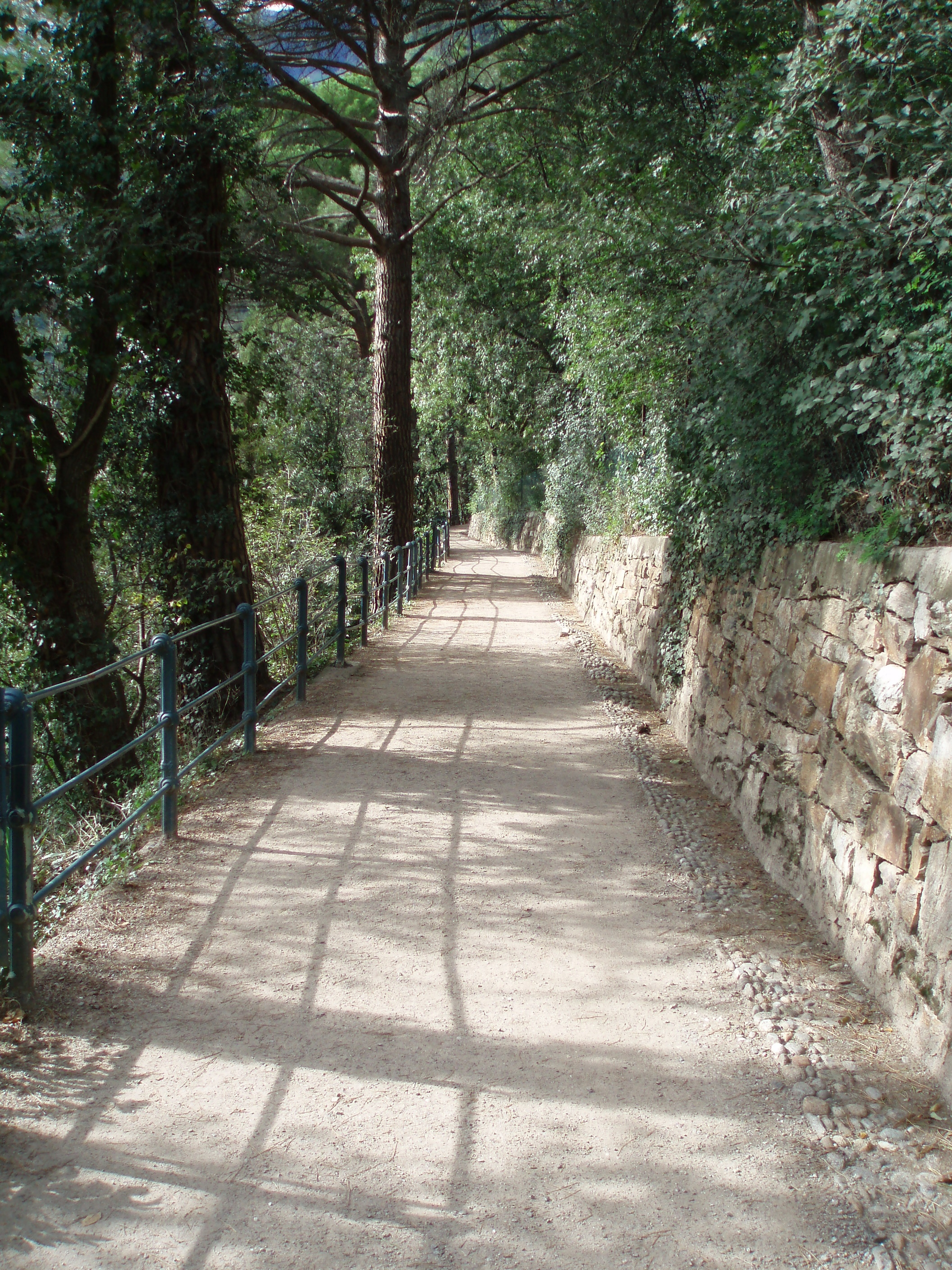
Tappeinerweg

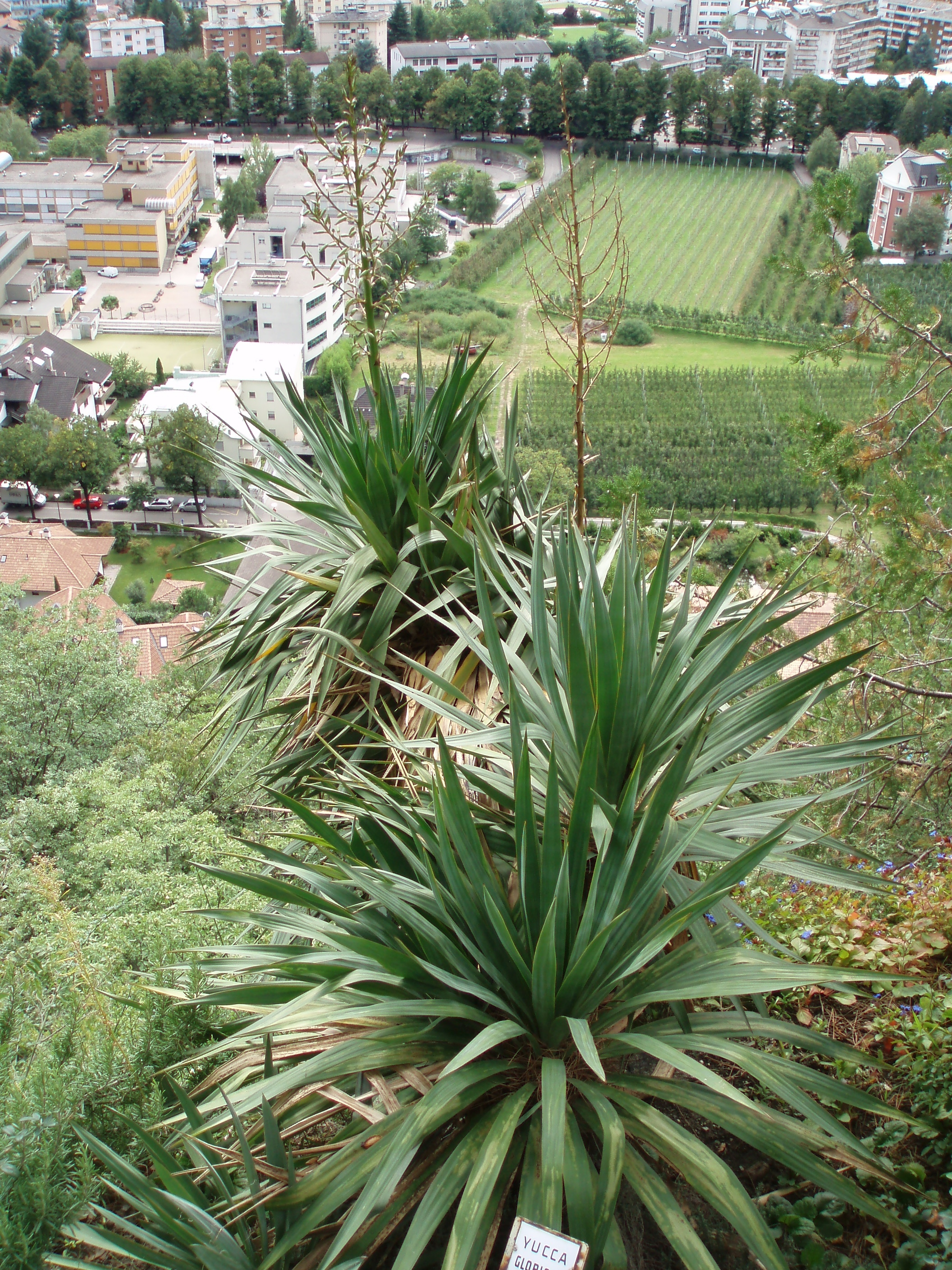
Eine Yucca gloriosa am Tappeinerweg

Der Tappeinerweg ist eine etwa drei Kilometer lange Promenade in der Südtiroler Stadt Meran und der erhöht darüber gelegenen Gemeinde Tirol.

## Verlauf
Der Weg verläuft am Hang des Küchelbergs (380 m s.l.m.) von Gratsch im Westen ostwärts bis zum Zenoberg, wo er am Pulverturm endet. Er liegt gut 100 Meter über dem Talkessel und weist selbst nur wenig Steigungen auf. Über weite Strecken bietet der Weg einen Ausblick über das Burggrafenamt. Der Tappeinerweg bietet eine artenreiche Bepflanzung mit Bäumen und Sträuchern, die überwiegend aus mediterraner Vegetation besteht.
Der Tappeinerweg ist für den Fahrradverkehr nicht zugelassen und ist als reine Promenade konzipiert.
Von Meran aus gibt es mehrere Zu- und Abgänge zu diesem Spazier-Weg, die einen Zugang zum tiefergelegenen Stadtkern ermöglichen:
- über das Psairerertor im Steinachviertel die Zenobergstraße hinauf, bis zur Kreuzung Gilfpromenande (behindertengerecht, entlang der Straße)
- über das Psairerertor im Steinachviertel die Zenobergstraße hinauf, Abkürzung Krallingerweg (nicht behindertengerecht, Treppenweg)
- über die Gilf-Promenade bis zur Zenobergstraße (behindertengerecht)
- Tirolersteig hinter der Pfarrkirche am Piazza Duomo bei der St.-Barbara-Kapelle (nicht behindertengerecht, steile Treppe) bis Restaurant Saxifraga
- Zugang Galileistraße neben dem Sessellift nach Tirol (behindertengerecht), evtl. Abkürzung über den Kräutergarten von/bis zur Büste F. Tappeiner (nicht behindertengerecht)
- von Verdistrasse und Schlehdorfweg bis zum Cafe Schlehdorf (nicht behindertengerecht, da Bergzugang schlecht befestigt und steil)
- am westlichen Eingang in Gratsch über die Laurinstraße (behindertengerecht)

Für eine Anfahrt mit dem Fahrzeug stehen sowohl am Ost- wie auch am Westeingang nur wenige öffentliche Parkplätze zur Verfügung.

## Bepflanzung
Bekannt ist der Tappeinerweg vor allem auch wegen seiner üppigen Bepflanzung mit vorwiegend mediterraner Vegetation. An Nadelbäumen sind vor allem Pinie und Himalajazeder häufig gepflanzt; an Laubbäumen und -sträuchern sind Korkeiche, Ölbaum, Europäischer Zürgelbaum, Westlicher Erdbeerbaum, Eukalyptus, Bambusarten und Magnolien zu nennen. Einen süßen Duft – wie der Name schon verspricht – verströmen die Blüten der Süßen Duftblüte (Osmanthus fragrans). Auch Chinesische Hanfpalmen, Agaven, Aloen und Opuntien sind gepflanzt, daneben viele kleinere Blütenpflanzen und Bodendecker.
Die Gemeinde Meran führt einen Baumkataster, in dem auch ein großer Teil der entlang des Tappeinerwegs anzutreffenden größeren Bäume und Sträucher aufgeführt sind. Dieser Baumkataster ist im Internet aufrufbar. Eine Statistik in diesem Kataster führt über 400 Baum- und Strauchexemplare auf. Diese sind entlang des Tappeinerweges mit einem nummerierten Schild beschriftet, so dass der Tappeinerweg auch als ein botanischer Lehrpfad benutzt werden kann.

## Geschichte
Der Tappeinerweg wurde vom Arzt, Botaniker und Anthropologen Franz Tappeiner (1816–1902) finanziert. Tappeiner stammte aus Laas im Vinschgau und hat sich nach seinem Medizinstudium 1846 als Arzt in Meran niedergelassen. Der erste Abschnitt des Tappeinerweges, der sich zwei Kilometer lang vom Zenoberg bis zur Galileistraße erstreckt, wurde im Jahr 1893 eröffnet, der zweite Teil im Jahr 1911; der dritte bis Gratsch führende Teil konnte aufgrund des Ersten Weltkrieges erst 1928 fertiggestellt werden.